# Buvol domácí
Buvol domácí (Bubalus arnee f. bubalis), známý též jako kerbau či nepřesně nazývaný vodní buvol, je domestikovaná forma buvola arni. Patří mezi nejdůležitější domácí zvířata tropů a subtropů.

## Vzhled
Buvol domácí je mohutný tur, dosahující hmotnosti 400–900 kg, délky těla 300–320 cm a výšky v kohoutku 135–155 cm. Má protáhlé tělo, poměrně nízké nohy a masivní hlavu. Kůže buvolů je téměř lysá, pokrytá jen řídkou, štětinovitou srstí, nejčastěji tmavě šedé nebo černé barvy, u severněji žijících populací (Maďarsko, Rumunsko, Ukrajina) je srst hustší. Zřídkakdy se vyskytují světle šedí, bílí, nebo naopak černí buvoli, ne však strakatí. Oči a nozdry má buvol posazeny vysoko na hlavě, nápadné jsou velké, odstávající boltce, lemované dlouhými chlupy. Obě pohlaví buvolů mají dlouhé, půlměsíčité rohy, které mohou mít délku až 150 cm. Rohy jsou výrazně vrubované, na průřezu ploše trojúhelníkové a mají světle šedou barvu.

## Domestikace a rozšíření
K jeho domestikaci došlo asi 3000 let př. n. l. v oblasti Přední Indie, kde se dochovala jeho vyobrazení na pečetidlech a soškách z období Harappské kultury. Přibližně v téže době nebo o málo později byl buvol zdomácněn také na území jižní Číny a rovněž u Sumerů v Mezopotámii. Již ve starověku se rozšířil po celé jihovýchodní Asii včetně Indonésie, Filipín a Japonska. V 7. století jej Arabové přivedli do Egypta, kde se dokonale adaptoval, a asi v 9. století do jižní Itálie. V době expanze Osmanů ve 14.–16. století se dostal do jihovýchodní Evropy, kde je dodnes chován hlavně v Severní Makedonii, Rumunsku a Maďarsku. Vyskytuje se také na jižní Ukrajině a v oblasti Kavkazu.
Kolem roku 1825 byli buvoli přivezeni také do Austrálie a koncem 19. století do Jižní Ameriky, kde jsou chováni zvláště v Brazílii, např. na ostrově Marajó v bažinaté oblasti delty Amazonky. V poslední době jsou buvoli chováni pro mléko také v USA a dokonce na jihu Kanady. V Austrálii domácí buvoli později zdivočeli a především v Severním teritoriu a Queenslandu tvoří početnou ferální populaci.

## Plemena
Plemena buvolů se od sebe liší většinou jen málo, jedná se spíše o geograficky vymezené, místní rasy. Obecně se domácí buvoli dělí do dvou skupin, na buvoly říční a buvoly bažinné. Říční buvoli jsou chováni především v Indii, Pákistánu a Egyptě, vyznačují se menší velikostí, řídkou srstí, kratšími, často silně zahnutými a nebo dokonce chybějícími rohy. Chovají se především pro mléko. Do této skupiny patří indická plemena jafarabadi, nili-ravi nebo murrah, které vynikají dobrou dojivostí. Bahenní buvoli, známí také pod malajským názvem kerbau, se chovají hlavně v jihovýchodní Asii a Číně, mají delší rohy a více připomínají divokého arniho. Chovají se hlavně jako tažná a pracovní zvířata.

## Způsob života
Buvolům se nejlépe daří v bažinatých oblastech nebo na březích řek, méně často se chovají na horských pastvinách (např. v Rumunsku, Nepálu, Číně). Nutnou podmínkou jeho chovu je dostatek vody a mírné nebo tropické klima, nesnáší silné mrazy. Buvol výborně plave, dokáže se i potápět a velmi rád se válí v bahně, přičemž si pomocí rohů nahazuje bahno na celé tělo. Jeho potravu tvoří různé bahenní a vodní rostliny včetně ostřic, rákosu a sítin, odpad při sklizni zemědělských plodin, tráva aj, dokáže strávit i velmi hrubou a nekvalitní píci.
Březost trvá asi 10 měsíců, samice rodí jen jedno, výjimečně i dvě telata. Buvol se ozývá hrubým bučením, bručením, chrochtáním a frkáním. Mláďata bučí podobě jako telata domácího skotu.
Buvol domácí je velmi inteligentní, k lidem, které zná, se chová velmi mírně a dobrácky, takže o něj mohou pečovat i malé děti. Naproti tomu k neznámým lidem je nedůvěřivý a může na ně i zaútočit. Především vodící krávy a staří býci bývají agresívní. Buvol přesně zná svou „pracovní dobu“ a pokud mu není včas umožněno jít se napít a vyválet do bahna, často se rozběhne k vodě nebo k bažině i s nákladem nebo s vozem, do kterého je zapřažený.

## Užitek
Buvoli slouží především k tahu, jízdě a nošení břemen. V Asii ho používají k orbě, zejména na rýžovištích, zapřahují ho do vozů, kár, a dokonce i do člunů. V Indii a v Egyptě je používán k pohánění vodních kol nebo žentourů při mletí obilí. Jako tahoun je buvol sice pomalý, ale silný a spolehlivý. Místy ho používají i k jízdě, hlavně v bažinatých oblastech. Krávy poskytují vynikající buvolí mléko, které obsahuje až 8 % tuku a více bílkovin než kravské mléko, dojivost je obecně nižší než u domácích krav, přesto některá indická plemena dojí až 2 700 litrů ročně. V Indii se z něj vyrábí máslo ghí a v Itálii sýr Mozzarella. Buvolí maso obsahuje málo tuku, ale má dost hrubá vlákna, je tuhé a může mít nepříjemný bahenní až dehtovitý pach, maso mladých buvolů je ale poměrně chutné, nevýhodou jsou ale nízké váhové přírůstky a pozdní vyspívání. Pro maso se buvoli chovají především v Indii, kde není požíváno hovězí maso. Buvolí kůže, která je velmi tuhá a pevná, se používá k výrobě měchů, oblečení, řemenů a různého nářadí, v Číně slouží jako potah bubnu na dračí lodi, v Turecku se z ní zhotovují kalhoty pro zápasníky.
Užitečnost buvola zvyšuje jeho skromnost, nenáročnost na potravu, síla a vytrvalost. Je také velmi odolný vůči chorobám, jako je např. mor skotu, slintavka a kulhavka, tuberkulóza nebo nagana.

## V lidské kultuře
V indické, indonéské, čínské i japonské kultuře hraje buvol významnou roli. V hinduismu je černý buvol jízdním zvířetem boha Jamy, pána podsvětí a soudce zemřelých. Další z postav indické mytologie byl buvolí démon Mahiša, který připomínal antického Minotaura. Byl to vládce démonů, který se pokusil ovládnout svět, zabila ho však bohyně Durga. Připomínkou boje Durgy s Mahišou je obřad Durgapúdža, který se na podzim slaví především ve východní Indii.
V některých oblastech Indie, Vietnamu a na indonéských ostrovech Sulawesi a Sumba jsou buvoli dodnes obětováni bohům nebo zemřelým předkům. Toradžové z ostrova Sulawesi zdobí rohy obětovaných buvolů své domy. V Thajsku, Malajsii, jižní Číně nebo na japonském ostrově Okinawa se pořádají zápasy buvolích býků proti sobě navzájem. Na jihu Indie nebo indonéském ostrově Bali jsou oblíbené závody buvolích spřežení nebo dostihy jezdců na buvolech. Na Filipínách a ve Vietnamu má buvol postavení národního symbolu.
V čínské kultuře je buvol spojen s plodností, protože lidé s jeho pomocí obdělávají rýžová pole. Je druhým zvířetem čínského zvěrokruhu a lidem, narozeným v roce buvola, se připisuje rozvaha, trpělivost a umíněnost. V období dynastií Šang a Čou používali staří Číňané buvolí lopatky při věštění. Zakladatel taoismu Lao-c’ podle legendy na sklonku života odjel na buvolu z Číny do západních hor, proto bývá nejčastěji zobrazován jako stařec, jedoucí na buvolu. V čínském a japonském zenovém buddhismu je oblíbenou meditačních pomůckou deset obrázků pasení buvola, kde jednotlivé obrázky buvola a jeho pasáčka představují vývoj stavů lidské mysli v průběhu meditace a probuzení.

## Chov v Česku
- Zoopark Vyškov
- Zoopark Chomutov
- ZOO Dvorec
- Zoo Ostrava

V roce 2024 (10. července) byla u vodní nádrže Nové Mlýny vypuštěna trojici vodních buvolů, která má pomoct s revitalizací lokality, která je postižena nekontrolovatelným šířením invazivních a expanzivních druhů rostlin. Vypuštěná zvířata jsou zapůjčena z Buvolí farmy Ohař na Písecku, která se zabývá jejich chovem a využitím k výrobě mléčných výrobků. U Nových Mlýnů budou zřejmě tito buvoli až do skončení projektu v roce 2029.